# Stiv Redgrejv
Ser Stiven Džefri Redgrejv (engl. Sir Stephen Geoffrey Redgrave; 23. mart 1962),britanski je veslač koji je osvojio 5 uzastopnih zlatnih medalja na Olimpijskim igrama u razdoblju od 1984. do 2000, te još jednu dodatnu bronzu 1988. godine. 
Kao jedan od rijetkih sportista kojem je uspeo taj domet, Redgrejva neki smatraju najuspješnijim veslačem uopšte te najuspješnijim britanskim olimpijcem. U karijeri je pored olimpijskih medalja osvojio i 9 zlatnih medalja na Svijetskim prvenstvima.

## Veslačka karijera
Redgrejv je veslač od skoro 2 metra visine i težak oko 100 kg (kada je u takmičarskoj formi). Jednom prilikom je bio svijetski prvak na veslačkom ergometru, spravi koja elektronski mjeri formu veslača. Veslao je uglavnom rimen discipline, gdje svaki veslač barata samo jednim veslom, a najveće domete je postigao u dvojcu bez kormilara te četvercu bez kormilara. Pobjede je postizao u različitim kombinacijama i sa različitim partnerima.
Većinu važnih trka pobeđivao je s malom razlikom u cilju, na primjer od pet pobjeda na Olimpijskim igrama njih četiri je bilo s razlikom manjom od dvije sekunde.
Njegovi nastupi zadnjih godina karijere su bili otežani bolešću, jer mu je 1997. dijagnostikovan dijabetes. Uprkos strogom režimu prehrane i terapija vezanih za bolest, učestvovao je na takmičenjima i često pobjeđivao.

## Aktivnosti nakon veslačke karijere
Nakon završetka sportske karijere ostao je aktivan u javnom životu. Često nastupa kao pozvani govornik, gdje pokušava da prenose svoja životna iskustva i nazore. Autor je nekoliko knjiga, koje dijelom govore o veslanju, ali se mogu smatrati i kao inspirativno štivo. Jednu knjigu je posvetio svojoj borbi s dijabetesom.
2001. godine je proglašen vitezom Ujedinjenog Kraljevstva.
Redgrejv se često susreće na raznim dobrotvornim akcijama. U aprilu 2006. je nastupajući na maratonu u Londonu po treći put, sakupio preko 1.000.000 GBP za dobrotvorne svrhe.

## Ostvareni rezultati
- Olimpijske medalje: 5 zlata, 1 bronza
- Medalje na Svjetskim prvenstvima: 9 zlata, 2 srebra, 1 bronza
- Medalje na Svjetskim prvenstvima za juniore: 1 srebro

### Olimpijske igre
- 2000 - Zlato, četverac bez kormilara (sa Metjuom Pinsentom, Timom Fosterom i Džemsom Kreknelom)
- 1996 - Zlato, dvojac bez kormilara (sa Metjuom Pinsentom)
- 1992 - Zlato, dvojac bez kormilara (sa Metjuom Pinsentom)
- 1988 - Zlato, dvojac bez kormilara (s Endijem Holmsom)
- 1988 - Bronza, dvojac s kormilarom (sa Endijem Holmsom i Petrikom Svinijem)
- 1984 - Zlato, četverac sa kormilarom (sa Martinom Krosom, Ejdrijanom Elisonom, Endijem Holmsom i Ričardom Badžetom).

### Svjetska prvenstva
- 1999 - Zlato, četverac bez kormilara (sa Džemsom Kreknelom, Edom Kudom i Metjuom Pinsentom)
- 1998 - Zlato, četverac bez kormilara (sa Džemsom Kreknelom, Timom Fosterom i Metjuom Pinsentom)
- 1997 - Zlato, četverac bez kormilara (sa Džemsom Kreknelom, Timom Fosterom i Metjuom Pinsentom)
- 1995 - Zlato, dvojac bez kormilara (sa Metjuom Pinsentom)
- 1994 - Zlato, dvojac bez kormilara (sa Metjuom Pinsentom)
- 1993 - Zlato, dvojac bez kormilara (sa Metjuom Pinsentom)
- 1991 - Zlato, dvojac bez kormilara (sa Metjuom Pinsentom)
- 1990 - Bronca, dvojac bez kormilara (sa Metjuom Pinsentom)
- 1989 - Srebro, dvojac bez kormilara (sa Simonom Berisfordom)
- 1987 - Zlato, dvojac bez kormilara (sa Endijem Holmsom}
- 1987 - Srebro, dvojac sa kormilarom (sa Endijem Holmsom i Petrikom Svinijem)
- 1986 - Zlato, dvojac sa kormilarom (sa Endijem Holmsom i Petrikom Svinijem)
- 1985 - 12. mjesto, skif
- 1983 - Skif, bez plasmana
- 1982 - 6. mjesto, četverac skul
- 1981 - 8. mjesto, četverac skul

### Svjetska prvenstva za juniore
- 1980 - Srebro, dvojac na pariće
- 1979 - Skif, bez plasmana

## Citat
Nakon pobjede i zlatne medalje na Olimpijskim igrama u Atlanti 1996. godine, Redgrejv, na pitanje novinara da li će nastaviti karijeru te nastupati još četiri godine, do sljedećih Igara u Sidneju, uživo u TV prenosu, odgovorio je sljedeće: "Svaki onaj koji me od sada na dalje zatekne bilo gdje u blizini veslačkog čamca, ima moju dozvolu da me bez oklijevanja upuca!" (Odluku je promijenio 1997. godine te nastavio veslati sve do konačnog prestanka karijere nakon zlatne olimpijske medalje 2000. godine)

## Spoljašnje veze
- Званични веб-сајт